# Somogyhárságy
Somogyhárságy é um município da Hungria, situado no condado de Baranya. Tem 30,97 km² de área e sua população em 2019 foi estimada em 380 habitantes.